# 飛行機恐怖症
飛行機恐怖症（ひこうききょうふしょう）は、飛行機に搭乗することに対して恐怖を感じる症状のことである。恐怖症のひとつ。
原因は、過去に死者が出た航空事故及び事件の報道（例えば、1985年の日本航空123便墜落事故の映像や、2001年のアメリカ同時多発テロ事件でニューヨーク世界貿易センタービルにハイジャックされた旅客機が突入した映像が繰り返し流された）によるトラウマ、過去に自分や知り合いの乗った便が何らかのトラブル・事故に巻き込まれた経験を体験したり聞かされたりしたこと、金属製の巨大な物体が空中に浮かぶことが不思議で理解できないこと、などが挙げられる。
飛行機恐怖症は、墜落への恐怖、閉所への恐怖、高所への恐怖、死ぬ恐怖、パニック状態になることへの不安、状況をコントロールできない無力感、テロへの不安などが入り混じったものである。
なお、航空機による死亡事故に遭遇する確率は、統計による実測値で50万分の1程度（中国）から200万分の1（アメリカ）程度（2004年 - 2005年）とされており、その他の死亡要因（疾病や飛行機以外の交通事故）と比較すれば、相対的には安全と言える（「航空事故」を参照）。毎日航空機に乗る乗員も、大多数の人は、事故に遭うこともなく、定年を迎える。
航空機の場合、墜落事故・空中分解事故・衝突事故などに遭遇した場合は高い確率で死亡すること（バスや鉄道の場合も死亡事故は発生するが、飛行機と比べると低速であって上空ではなく地上を動くことから軽傷で済む事故の方が件数が多い）、一度飛行機に乗ってしまうと、起こり得る危機に自分の意思で対応・対処できる余地が全くないことが、心情的な抵抗感を及ぼすと思われる。
重度の場合は、医療機関で睡眠薬などの薬剤を処方したり、飛行機を使わざるを得ない移動が不可能となったりと、仕事や生活に支障を来たす場合もある。

## 飛行機恐怖症の著名人
アイザック・アシモフ（作家、生化学者）
可能な限り自分で車を運転して出かけた。
ドリス・デイ（女優、歌手）
2004年にブッシュ大統領から賞をもらったが、飛行機恐怖症のため、授賞式には出席していない。
デニス・ベルカンプ（サッカー選手）
飛行機に乗りたくないためにサッカーオランダ代表の試合を出場辞退するなど極度の飛行機恐怖症で知られ、"Non-flying Dutchman"（「飛ばないオランダ人」の意味でフライング・ダッチマンのもじり）とあだ名された。
ユリエスキ・グリエル（プロ野球選手）
横浜DeNAベイスターズに所属した2014年7月7日、沖縄県に平成26年台風第8号が接近する状況での飛行機移動に対する不安を理由に、読売ジャイアンツとの2連戦（沖縄セルラースタジアム那覇）に向けた遠征への参加を見合わせた。その後に病院で検査を受けたところ、飛行機恐怖症と診断された。
デヴィッド・ボウイ（ロック歌手）
1973年に初の日本公演を行っているが、来日の際には公演先のアメリカ合衆国から船を使用して日本へ入り、帰国に際しては横浜港からナホトカ航路を経由してウラジオストクよりシベリア鉄道を使用している。
スタンリー・キューブリック（映画監督）
自身は飛行機の操縦免許を取得し操縦経験もあるが、安全へのこだわりなどにより飛行機に乗ることを極度に嫌うようになる。ニューヨークからイギリスに移住した際は船を利用している。映画の撮影においても、居住地を遠く離れることはなく、ロンドン郊外のスタジオなどで作品の舞台を再現している。

## 対策
- 飛行機旅行がどのようなものかについて教育を受けることは、恐怖を減らす上で効果がある。飛行機が飛ぶ仕組みや、定期旅客機が安全に運行する仕組み[6] を理解することは、未知への恐怖を減らす上で役に立つ。また離着陸に伴う機体の揺れ、雲を通過する際の揺れ、車輪を出し入れする音や振動、補助翼を操作する音などが、当然に起きることを知っていれば恐怖は少なくなる。知識があれば自分が知らないことに対して、最悪の事態を心配してなく済む。
- 「恐怖心」 (fear) と「危険性」 (danger) を区別することが勧められる。危険性について非常に敏感になって強い恐怖にかられていても、実際の危険性はあまり大きくない。やや極端な例ではあるが、すべての名古屋市民（人口約200万人）が年に1回飛行機旅行をして、1名が亡くなるくらいである。名古屋市の年間の死亡者数は2万人ほどである[7] が、飛行機事故で死ぬ人は年に1人もいない。ガンや心筋梗塞や脳卒中に対する恐怖心をほとんど持たない人が、飛行機に対する恐怖心だけを強く持つのである[8]。ガンや心筋梗塞や脳卒中に強い恐怖を憶えるのであれば、対策を実践することができるが、飛行機に乗っている最中に墜落への恐怖をいくら強く憶えても、不愉快なだけで生存確率を増やすことにはあまり役立たない。また飛行機事故の死者数より、自動車事故の死者数の方がはるかに多いが、恐怖心は自動車に乗る方が少ない。ヒトは、進化心理学的な理由により、高さ（12 km）に対する本能的恐怖心を持っているが、速さ（時速850km）や発がん性（宇宙からの放射線）に対する本能的恐怖心を持っていない。
- もし、飛行機恐怖症の人が操縦室の中で機長の表情を見ることができれば、飛行は恐ろしくないと分かる。また通常の乱気流に遭遇しても何でもないと分かる。現実には機長の表情を見ることはできないが、客室乗務員の表情を見ることはできる。映画『デイ・アフター・トゥモロー』ではこの方法が勧められている。なお、小さい子どもは本能に基づいていろいろな物事に恐怖を憶えるが、親の反応を見てそれを取り込んで次第に恐怖を憶えなくなる。
- このほか、日常の活動に埋没して危険を忘れる方法がある。食事をする、映画を見る、本や雑誌を読む、音楽を聴く、目的地のことを考える、普段の仕事の続きをするなどである。また逆に、飛行の危険や日常生活の危険を直視し、合理的に対策を行い、残された時間で自分は何をするかを考える方法がある。スティーブ・ジョブズは、「明日死ぬとしたら、今日何をするか」を考えた。日野原重明は飛行機搭乗中に多くの原稿を書く。
- 重症の場合は、医師から抗不安薬の処方を受ける場合がある。スタンフォード大学医学部の Frank Wilhelm らは、ベンゾジアゼピン系の抗不安薬が、飛行機恐怖症に効果があると述べている[9]。